# 1745

## Esdeveniments
Països Catalans
Resta del món
- 11 de maig - Fontenoy (Tournai, Valònia): L'exèrcit francès obté una victòria decisiva en la batalla de Fontenoy en el curs de la guerra de Successió Austríaca.[1]
- 24 d'octubre - Castell de Fontainebleau: França signa amb el pretenent al tron britànic Carles Eduard Stuart el Tractat de Fontainebleau en el que fan una aliança militar contra Jordi II del Regne Unit.

- Comença la construcció de la igreja do bom fim a Salvador de Bahia.
- Needham descrigué la presència d'«animàlculs» o «infusoris»; es tractava d'organismes unicel·lulars.
- Presentació oficial de Madame de Pompadour a la cort.
- Invent de l'Ampolla de Leiden.
- Tractat d'Aranjuez entre Espanya, França i Nàpols contra Àustria.

## Naixements
Països Catalans
- 6 d'abril, Aldover, bisbat de Tortosa: Joaquim Pla, jesuïta i reputat lingüista (m. 1817).[2]
- 12 de juny, Museros, l'Horta de València: Joan Baptista Muñoz i Ferrandis, historiador i filòsof valencià (m. 1799).[3]
- 3 de juliol, Carlet, Ribera Alta: Antoni Montesinos, mestre de capella i compositor valencià (m. 1822).[4]
- 12 de desembre, Barcelona: Ignasi Lacaba i Vila, cirurgià i catedràtic d'aquesta disciplina a Madrid.

Resta del món
- 18 de febrer, Como, Llombardia: Alessandro Volta, físic italià (m. 1827).
- 9 de desembre, Venècia: Maddalena Laura Lombardini Sirmen, compositora i violinista italiana.[5]
- 22 de desembre, Dresden, Saxònia, Sacre Imperi: Jan Dismas Zelenka, compositor barroc (n. 1679).
- París, Regne de França: Paisible, compositor i violinista francès.
- Escòcia: Robert Mackintosh, compositor
- Rodalben: Johann Peter Frank, metge i higienista austríac.

## Necrològiques
- 5 de març, Morella: Carles Gassulla d'Ursino, jurista, polític, dramaturg i poeta valencià.
- 19 d'octubre - Dublín, Irlanda: Jonathan Swift, escriptor irlandès (n. 1667).[6]
- Abiel Whichello, compositor.